# Pierre Brun (cyclisme)
Pour les articles homonymes, voir Pierre Brun et Brun.
Pierre Brun, né le 14 juillet 1933 à Montrouge (Hauts-de-Seine), est un coureur cycliste français, professionnel de 1956 à 1959.

## Palmarès sur route

### Palmarès amateur
- 1954
  - Paris-Mantes
  - Paris-Ézy
  - Paris-Évreux
  - 2e de Paris-Rouen
- 1955
  - 2e de Paris-Mantes

### Palmarès professionnel
- 1957
  - 7e étape du Tour de l'Ouest
- 1958
  - Circuit de l'Indre
  - 4e étape du Tour du Sud-Est
- 1959
  - Grand Prix de Nantes

### Résultats sur les grands tours

#### Tour d'Italie
1 participation
- 1959 : abandon

## Palmarès sur piste

### Championnats d'Europe
- 1958
  -  Médaillé de bronze de l'américaine (avec Dominique Forlini)

### Championnats de France
- 1953
  - 2e du championnat de France de poursuite amateur
- 1954
  - 2e du championnat de France de poursuite amateur
- 1955
  -  Champion de France de poursuite amateur
- 1957
  - 2e du championnat de France de poursuite

### Prix
- Prix Dupré-Lapize : 1956 (avec Roger Godeau), 1957 (avec Jacques Bellenger) et 1959 (avec Dominique Forlini)
- Prix Goullet-Fogler : 1958 (avec Dominique Forlini)